# Lipotactes amicus
Lipotactes amicus är en insektsart som beskrevs av Andrej Vasiljevitj Gorochov 1993. Lipotactes amicus ingår i släktet Lipotactes och familjen vårtbitare. Inga underarter finns listade i Catalogue of Life.